# Nicolas Papadopoli-Comnène
Pour les articles homonymes, voir Nikolaos Papadopoulos (homonymie).
Nicolas Papadopoli-Comnène (Νικόλαος Κομνηνός Παπαδόπουλος ; 1655-1740) était un juriste et historien italien d'origine grecque.

## Éléments biographiques
Né le 6 janvier 1655, dans l’île de Crète, de parents grecs, il fut envoyé fort jeune à Rome, où il fit ses premières études sous la direction des Jésuites.
Il prétend avoir assisté aux obsèques d'Allatius dont il aurait reçu en succession les notes manuscrites du P. Combefis sur saint Athanase.
Après avoir achevé son cours de belles-lettres, il s’appliqua à la théologie et au droit-canon, et fut ordonné prêtre. Désireux d'acquérir de nouvelles connaissances, il visita les principales villes d'Italie et entra en relation avec de nombreux savants.
Vers 1680, il fut recteur du collège de Capo-d'Istria, puis fut appelé en 1688, sans l'avoir sollicité, à Padoue pour remplir une chaire de droit canon, ce qu'il fit à la satisfaction des curateurs de l'Université. En 1697, il était pourvu des bénéfices de l’abbaye de Sainte Zénobie.
Il resta à Padoue jusqu'à sa mort, le 20 janvier 1740.

## Publications
Enseignant de l'Université, il publia divers ouvrages dont :
- Prænotiones mystagogicæ ex jure canonico ; Padoue, 1697
- Responsio adversus hæreticam epistolam Joan. Hokstoni angli. Constantinopoli scriptam ; Venise, 1703
- Historia gymnasii Patavini ; Venise, 1726 (Tome 1 et Tome 2 vol), une Histoire de l'Université de Padoue, qui fut corrigée et continuée par Jacopo Facciolati.

## Le faussaire
Cependant, l'émérite professeur de droit fut aussi, comme son compatriote Palaeocappa, un faussaire à ses heures dont les indélicates inventions n'en finissent pas de perturber le travail des historiens.
Ainsi, non content de donner à la biographie de Constantin Harménopoulos un certain nombre de détails auxquels il ne manque d'autre condition que d'être vrais, et d'en inventer nombre d'autres dans la vie de Mélèce Syrigos, il créa de toutes pièces un Anthime Métochite, archevêque d'Ochrid ainsi qu'un "Tipourkeitos" totalement inconnu par ailleurs.
Ces diverses indélicatesses valurent à Papadopoli les qualificatifs de faussaire notoire et d'insigne faussaire.